# Aleatoriu
Pentru un articol Wikipedia la întâmplare, vezi Special:Aleatoriu
Termenul aleatoriu (se mai folosește și la întâmplare) se referă la incertitudinea și lipsa predictibilității unui anumit eveniment. 
Studiul matematic al evenimentelor aleatoare se face în cadrul teoriei probabilităților.